# Proiezione di Fischer

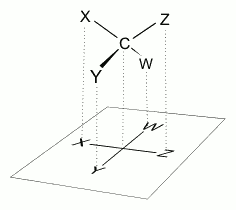
Ottenimento della proiezione di Fischer come proiezione della molecola su un piano.

La proiezione di Fischer (o proiezione di Fischer-Tollens o  formula proiettiva di Fischer) è un modo convenzionale di rappresentare su un piano la struttura tridimensionale di una molecola chirale che contenga almeno un atomo di carbonio cosiddetto asimmetrico, ossia che ha legati a sé quattro atomi o gruppi di atomi diversi tra loro.
Deve il suo nome al suo ideatore, il chimico tedesco Hermann Emil Fischer, premio Nobel per la chimica nel 1902.
In chimica trova ampio utilizzo nel rappresentare le formule di struttura dei carboidrati.

## Costruzione
La proiezione di Fischer consiste di una croce al cui centro si trova l'atomo di carbonio asimmetrico; sui bracci orizzontali della croce vengono messi i gruppi che escono dal piano di scrittura diretti verso l'osservatore, su quelli verticali vengono messi i gruppi che entrano nel piano di scrittura allontanandosi dall'osservatore.
In questo modo, la rotazione di una proiezione di Fischer di 180° non cambia la struttura della molecola, ruotandola invece di 90° si passa a rappresentare l'enantiomero opposto.
Qualora la molecola contenga più carboni asimmetrici, ognuno di essi è rappresentato da un'intersezione. Per un esempio, si veda la voce glucosio.

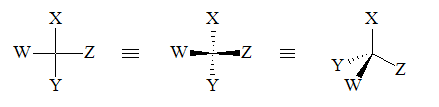
Proiezione di Fischer (a sinistra) e proiezione a cuneo e tratteggio (centro e destra) di una molecola chirale.